# Josef Hamerl
Josef "Pepi" Hamerl (Viena, 22 de janeiro de 1931–15 de julho de 2017) foi um futebolista austríaco que atuava como atacante.

## Carreira
Josef Hamerl fez parte do elenco da Seleção Austríaca na Copa do Mundo de 1958.